# Gare d'Allan Water Bridge
La  gare d'Allan Water Bridge dans la partie non-organisée de la ville de Thunder Bay est desservie par Le Canadien de Via Rail Canada. La gare est en fait un panneau d'arrêt.